# Geopolítica de África
El continente africano está fragmentado políticamente en 54 estados, con bajos niveles de desarrollo pero con importantes recursos naturales en sus territorios. Es por ello escenario de una intensa dinámica geopolítica en la que participan actores a escalas extracontinental, continental, regional, nacional y local trazando un complejo mapa de realidad e influencias. Entre los países estratégicos están Ruanda, Sudáfrica y Nigeria. También resulta clave considerar el papel de la piratería en las costas de Somalia, la situación del Sahel o la inestabilidad de Libia. 

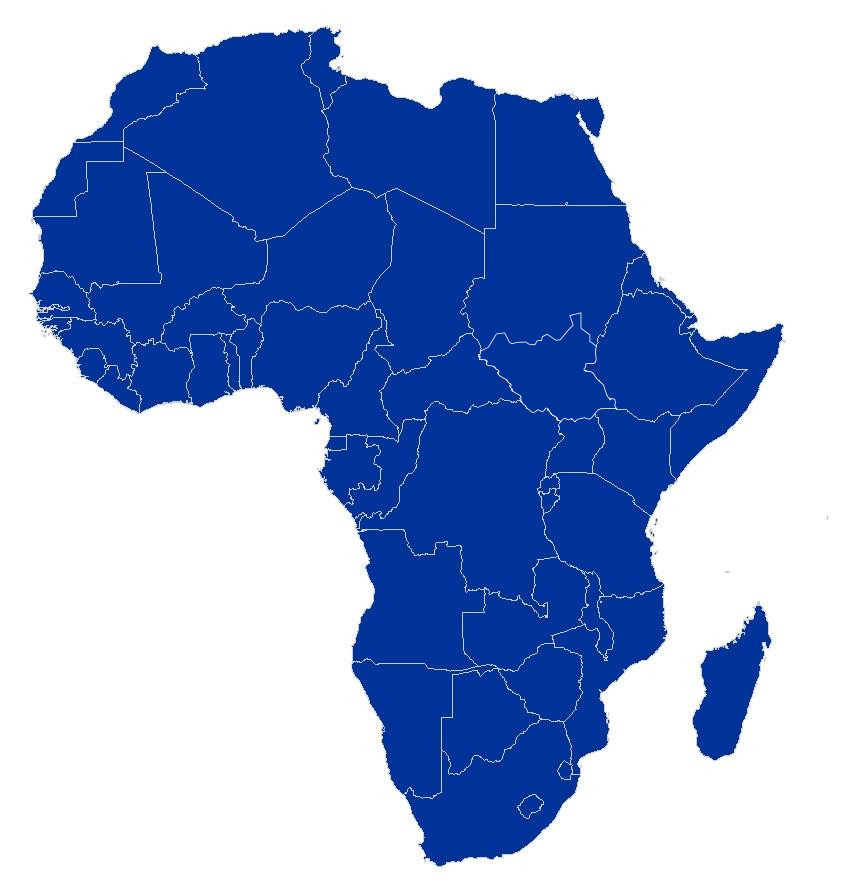

## Colonización o imperialismo
El concepto más común para referirse al significado de colonización se asocia a la ocupación de tierras de un grupo o varios a territorios extranjeros. Y es precisamente la colonización la responsable de grandes descubrimientos principalmente a los continentes de América, África y Oceanía.
Existen diversas versiones de la historia acerca las consecuencias de la colonización, la mayoría de ellas negativas para los territorios colonizados, pero el continente africano tiene una característica particular que hasta se podría pensar en una condenación; hablamos de una bendición en recursos que lo ha llevado a una eterna odisea. ¡África ha tenido mala suerte! África es un tesoro. La geografía le ha dotado de una riqueza natural incomparable, y la geología le ha colocado junto al Viejo Continente. Dos hechos que, desde que los europeos tuvieron la capacidad técnica para desembarcar en costas ajenas, propiciaron que ese bendito tesoro, repleto de recursos naturales, pasara a ser un lastre para África. A lo largo de la historia, los africanos apenas han podido disfrutar de sus riquezas. Siempre se les ha adelantado un hombre extranjero.
Las grandes exploraciones que se realizaron en los continentes africanos y por parte de los europeos, con el fin de descubrir las riquezas minerales y los recursos fluviales que poseen, se constituyen en el preludio de los procesos de invasión y colonización de sus territorios y pueblos. Obviamente, durante la época marcada por el imperialismo europeo en estas zonas “periféricas”, no cabía ninguna posibilidad de afianzar las riquezas de las diversidades culturales de estos pueblos que habitualmente terminaban siendo despreciados como “salvajes” o de “salvajismo”; lo que justificaba la necesidad europea de civilizar y educar a estas “tribus” africanas y asiáticas. Pues, de todos modos, lo que más importaba era alimentar la codicia europea para la exploración de los recursos naturales, y así, abrir paso a la explotación y el dominio.

## África endeble
La principal arma del colonizador es ser oportunista, En África predominaban los Estados de origen tribal, pequeños territorios gobernados por monarquías familiares históricas. La mayoría de estos Estados desaparecieron conforme avanzaba el siglo XIX y llegaban masivamente los colonos europeos. Los antiguos reyes y sultanes africanos fueron reemplazados por gobernadores ingleses y franceses, y los califatos e imperios pasaron a ser productivas colonias.
La llegada de los europeos al África subsahariana provocó la desarticulación de los antiguos patrones comerciales y del intercambio biocultural. Aunque en torno al año 1800 la presencia continental de europeos se limitaba a la Colonia del Cabo ingleses, franceses y a las costas angoleñas y de Mozambique portugueses, lo cierto es que las potencias europeas sí tenían varios enclaves portuarios por toda la costa africana. España tenía puertos en el Golfo de Guinea, así como Inglaterra y Francia, que tenía puertos desde Senegal hasta Gabón.
Los europeos explotaron una forma de comercio (el marítimo) que los reinos africanos no habían desarrollado. Los portugueses fueron pioneros instalándose en las costas orientales Aparecieron imperios comerciales, que basaban toda su economía en la exportación de materias primas (madera, goma, oro, cera, marfil, pieles…), pero que, pese a su poder, no pudieron hacer nada contra la invasión europea.
Conforme avanzaba el siglo XIX, los exploradores europeos aumentaron en número y ambiciones. Los enclaves portuarios no eran suficiente implantación como para controlar las riquezas del interior del continente. El descubrimiento de la riqueza mineral del sur de África en la década de 1870 detonó la lucha por esos territorios entre los países europeos. Esa rápida carrera que llevó a siete países europeos a controlar todo un continente en menos de treinta años (alrededor del año 1900 toda África estaba bajo control occidental) atropelló a los inestables Estados africanos, que vieron cómo unos extranjeros desembarcaban en sus tierras y les arrebataban todo.

## Conferencia de Berlín
Debido a distintos problemas encontrados por los exploradores europeos en el terreno, tales como las divisiones y disputas internas, las potencias decidieron reunirse en Berlín con el fin de encontrar unos acuerdos y elaborar estrategias comunes para superar sus rivalidades y enemistades en el territorio africano: así nació la conferencia de Berlín que inició en noviembre de 1884 y terminó en febrero de 1885. Esta conferencia reunió a 14 países europeos: Alemania, Austria- Hungría, Bélgica, Dinamarca, España, Francia, Gran Bretaña, Italia, Países Bajos, Portugal, Rusia, Suecia-Noruega (cuya unión real subsistió de 1814 hasta 1905), Turquía y Estados Unidos. De todos ellos, Alemania, Francia, Gran Bretaña y Portugal se erigieron en actores clave a lo largo de la conferencia. Pero los pueblos africanos no contaron con ningún representante en esta conferencia. Así mismo, las decisiones en torno al futuro de África fueron tomadas sin ninguna consideración a los intereses de las sociedades africanas, ni tampoco a sus características sociales, culturales, económicas y política.
Todo lo anterior se realiza también con base en el principio ético o moral del “deber de civilizar a los africanos”; de allí, deriva la receta de los 3C “Colonizar, Cristianizar y Comercializar” que va de mano con la fórmula de los 3M (“Misioneros, Mercaderes y Militares”).
En resumen, la colonización formal del África duró de 1885 hasta 1957: se saldó por la violación de los derechos humanos, los territorios y las estructuras políticas tradicionales, la destrucción de casi todas formas tradicionales de organización política, el destrozo, el bloqueo de formaciones sociopolíticas endógenas, el dominio total, etc.

## Perspectiva geopolítica actual de África

### Conflicto de Ruanda
La República de Ruanda tiene como su capital Kigali. Con 8.1 millones de habitantes en 26.338 km² de superficie. Entre esos 8.1 millones de personas el porcentaje de cristianos es de 74 %, las religiones indígenas un 25 % y el islam 1 %.
Ruanda es de los países más pobres de África, su economía está colapsada debido a sus conflictos, y a su escasez de recursos naturales. Sus sectores económicos son la agricultura y los servicios pero estos no representan un crecimiento positivo.
Ruanda posee tres comunidades: 1% twa, 14 % tutsi y 85 % hutu. Los twa eran pigmeos que subsistían mediante la caza y la recolección. Al llegar los Hutus, los Twa perdieron terreno, los hutus llegan desde Burundi entre los siglos V y XI. Eran agricultores con una sociedad basada en clanes, estos dominaron la zona hasta el siglo XV. Y Los tutsis eran grupos de pastores que llegaron del norte y formaron clanes independientes.
En el siglo XV, estos clanes forman un estado, cerca de Kigali, y En el siglo XVI, los tutsi empezaron un proceso de expansión que continuó hasta el final del siglo XIX sirviendo esto como proceso de integración política. Y que desembocó en un sistema feudal y social basado en la casta en el que los tutsis eran los conquistadores y los hutus los sujetos de conquista.
El ganado estaba dominado por los tutsis y quedando lejos del alcance a los hutus. Y Se consideró a los hutus como esclavos y los tutsi se encargaban de ejercer el poder. Si poseía las suficientes propiedades un hutu podía ascender de clase y llegar a ser tutsi.
A pesar de que hay poca diferencia entre la raíz cultural de los tutsis y hutus, ya que hablan el mismo idioma y tienen la misma religión, los hutus han estado históricamente sometidos por los tutsis, que han monopolizado el Ejército, la política y la economía. Esta es la explicación del odio y a una división artificial, agravada por la escasez de tierras y su débil economía sustentada en la exportación de café.
Con la llegada de los belgas que dieron el poder político a los se realizaron análisis científicos de estos grupos, Los tutsis eran más altos, su cráneo era más grande, y tenían la piel más clara que los hutus. Así en Europa se creía que los tutsis tenían ascendencias caucasianas, y que eran superiores a los hutus. Los tutsis se aprovecharon de su estatus de superioridad y utilizaron su poder contra los hutus, que representaban la mayoría.
Con las tendencias colonialistas se dio que en 1910, Alemania conquistó Ruanda y Burundi y en la Primera Guerra Mundial, los belgas ganaron control sobre Ruanda y Burundi. En 1923, la Liga de Naciones dejó Ruanda y Burundi bajo el dominio de Bélgica, bajo el requisito de promover la integración ruandesa en el proceso político.
En 1952, Bélgica implanta el plan “Diez Años de Desarrollo”, una serie de reformas para promover el progreso político y la estabilidad social. Pero otorgando la dominación política, económica y social a la minoría tutsi sobre la mayoría hutu.
En 1959, ya con siete años de disturbios civiles entre los hutus y los tutsis, los belgas declaran el estado de emergencia y usan fuerzas de tierra para restaurar el orden. Se organizaron nuevas elecciones municipales con la esperanza de difundir el desequilibrio del poder tutsi.
Con la ayuda de la ONU, Bélgica recomendó la formación de un estado unido, Ruanda- Burundi. Después de las elecciones adelantadas de 1960, las autoridades belgas otorgaron de hecho el reconocimiento al Estado Republicano de Ruanda.
Pero el daño generado por el racismo y la lucha de clases era irreparable, los campesinos hutus dieron comienzo a una matanza con machetes, azadas y lanzas contra 20.000 tutsis. Esto llevó al final de la monarquía y el sistema feudal, y el poder pasó a los hutus. Pero los hutus no habían derrotado a sus amos por completo.
En junio de 1962, Ruanda adquirió su independencia y se formó el primer gobierno hutu. En 1963 y 1965 hubo ataques por los tutsis asentados en Burundi, que se cobraron la vida de 20.000 individuos de la etnia tutsi.
Aprovechando la situación crítica de Burundi en 1973, donde 100.000 hutus fueron asesinados, el ejército ruandés mediante un golpe de Estado asume el mando del país. Aquí comienzan los conflictos dentro de la comunidad hutu, ya que el antiguo presidente Kayibanda era de un clan hutu liberal moderado del centro del país, y el nuevo presidente de un clan radical del noroeste. En esta época de dictadura, un tutsi podía llegar a ocupar cargos importantes si era fiel, y un hutu podía acabar en la cárcel si criticaba el poder.
En 1987 se funda el Frente Patriótico Ruandés (FPR) con el objetivo de derrocar al presidente pero la oposición al régimen no la formaban sólo los tutsis, sino también numerosos hutus moderados.
El conflicto adquirió el valor añadido del choque entre la dictadura y la democracia. La noche del 30 de septiembre de 1990, el FPR entró en Ruanda atacando al gobierno en Kigali, y dando comienzo a la guerra civil.
Habyarimana pidió ayuda a Francia y desde Uganda llegaron aviones y soldados franceses. El régimen incrementó la represión contra la población para acabar con la rebelión. Una tregua en el mes de octubre de 1990, entre Uganda, Burundi y Zaire llegó a un acuerdo el mantenimiento de la paz, pero en enero de 1991 volvieron a estallar las revueltas.
Los akazu tenían la idea de que había que eliminar los tutsis debido a todo lo que tuvieron que sufrir a causa de ellos, y veían que la única solución era que dejaran de existir para siempre. Los soldados del ejército aumentaron de 5000 a 35 000, y la Guardia Presidencial estaba equipado armamento moderno.
Se creó la organización paramilitar Interahamwe, “los que golpean juntos”, y la organización Impuzamugambi, “los que tienen el mismo objetivo”, que juntos constituían un gran número de hombres preparados para llevar a cabo la masacre.
En 1993 Habyarimana comenzó a perder popularidad debido al empeoramiento económico. Y a la insistencia hostil por parte de los akazu de que no estaban dispuestos a compartir el poder con los tutsis.
La masacre dio inicio con el ataque al avión presidencial el 6 de abril de 1994. Los presidentes de Ruanda y Burundi, Habyarimana y Ntaryamira ambos hutu, volvían de las negociaciones de la Paz de Arusha, viajaban a Kigali en el avión del presidente ruandés. En el momento en que el avión estaba alcanzando Kigali para aterrizar, se lanzó un misil tierra aire que lo derribó. Vendría con esto una serie de masacres contra los tutsis, generando estampidas de refugiados hacia otros países.
El 7 de abril, La primera ministra ruandesa Agathe Uwlingiyimana y 10 soldados belgas de las fuerzas de la ONU fueron asesinados por la guardia presidencial, acusados, junto a los FPR, de haber derribado el avión del presidente. La ONU ordenó la retirada de los cascos azules, dejando a la población civil sin protección. Situación aprovechada por los radicales hutus para continuar con el genocidio.
El 8 de abril el FPR ataca Kigali buscando proteger a las víctimas tutsis y rescató a 600 soldados de su ejército que se encontraban en la capital desde la firma de los Acuerdos de Paz de Arusha.
El antiguo portavoz del parlamento Theodore Sindikubwabo se autoproclamó presidente. Su nuevo gobierno no incluyó a ningún tutsi ni hutu moderado. El crimen se prolongó contra toda la etnia tutsi, y hutus moderados.
El 21 de abril, el Consejo de Seguridad de la ONU aprueba la retirada de sus tropas y El 30 de abril emite una resolución sobre los asesinatos en Ruanda, pero sin considerar esto como un “genocidio”.
El 17 de mayo, la ONU consideró que habían sido cometidos “actos de genocidio” y trató de enviar a 5500 soldados. El 28 de junio se publicó un informe señalando que las masacres habían sido planificadas y constituían una campaña de genocidio.
El FPR, tomó Gisenyi y Kigali el 17 de julio de 1994, culminando con esto el genocidio.
El 19 de julio se crea un nuevo gobierno de unidad nacional.
Datos aproximados de diferentes ONG y Organismos Internacionales revelan que en los cien días que duró el genocidio se eliminó al 75 % de la etnia tutsi. Las masivas violaciones, muertes, abusos sexuales a niñas y mujeres, mutilaciones genitales, y actos inhumanos y tratos crueles propiciados a los individuos de la etnia tutsi y hutu moderados, constituyen una grave violación a los Convenios de Ginebra de 1949, La convención sobre los derechos del niño, La convención sobre la eliminación de todas las formas discriminación y abusos contra la mujer, el derecho internacional humanitario y el derecho internacional de los derechos humanos.
Hoy en día Ruanda tiene una situación estable y democrática La inclusión de las mujeres en la política estatal ha alcanzado niveles de un 40 % de los diputados del congreso pertenecen al sexo femenino. Ruanda aún debe buscar el camino del desarrollo y reintegración en el mundo global del siglo XXI.

### Sudáfrica. La crisis delapartheid
Sudáfrica al igual que el resto de África le tocó sufrir el colonialismo del siglo XIX, por parte tanto de los británicos como de los bóeres holandeses. Para el año 1852 había en lo que hoy es Sudáfrica cuatro estados: Cabo, Natal, propiedad de los ingleses, y Transvaal y Orange de los Holandeses. Durante toda la segunda mitad del siglo XIX, Gran Bretaña invirtió en sus misiones colonizadoras, lideradas por Cecil Rhodes, y para el año 1900 los cuatro estados sudafricanos pertenecían a la fuerza al Reino Unido. En el año 1909, los cuatro estados se ponen de acuerdo en aceptar una constitución política en común, fundándose así la Unión Sudafricana, siempre bajo tutela de su majestad.
Al concluir la Primera Guerra Mundial después de 1918, Sudáfrica era un estado consolidado e influyente, que reivindicó los territorios perdidos por Alemania en África. En 1930, el Reino Unido otorga un derecho de secesión a Sudáfrica. 30 años después, Sudáfrica proclama su república y se independiza de la Commonwealth.
Toda la primera mitad del siglo XX, Sudáfrica fue gobernado por los militantes del Partido Unido hasta 1948, cuando muere el general Smuts, y el Partido Nacional toma el poder, a partir de este punto es que comienza el fenómeno que conocemos como apartheid. Una ideología de carácter nacionalista y racista, la palabra viene del inglés apart, o sea, aparte y heid que en neerlandés es rebaño. Su traducción rebaño aparte es lo suficientemente clara respecto a sus implicaciones. Con el apartheid se definen categorías raciales, como gente de color, blancos e indígenas. En la cima de las categorías la raza blanca y en el fondo la raza negra, con todas las variables posibles de por medio.
El primer resultado evidente fue que el 17 % de la población que era de raza blanca ocupaban el 87 % de las tierras de Sudáfrica, y por supuesto las mejores de estas, en cambio la mayoría negra vivía en tierras sin infraestructura ni ventajas naturales. La separación total de los territorios blancos y negros permitía que estos últimos tendrían independencia pero esto fue una trampa que generó que Sudáfrica pasara a una mayoría blanca, y negros pasaran a ser extranjeros en su propio país. Se crearon unos 10 estados autónomos denominados ´´bantustanes´´
Socialmente las medidas fueron drásticas, se ordenó a los negros portar una tarjeta de identificación con fotografía, indicación de grupo étnico y portar una libreta de referencias con pagos de impuestos, registros de empleo y autorización de estar en la zona blanca, no portar estos documentos era un delito. En las escuelas y universidades, los negros debía usar otras puestas y aulas, y asistir a médicos diferentes que para los blancos. En ese momento en Sudáfrica había un doctor cada 370 blancos, pero solo uno para cada 45 mil no blancos. Políticamente la vida era nula para los no blancos, desde 1968 se prohibieron los partidos multirraciales.
Desde el primer momento, la ONU condenó el apartheid condenando que su objetivo era la dominación de la minoría blanca y la explotación de los africanos por manos no nativas. Un crimen contra la humanidad.
Después de la Segunda Guerra Mundial, Sudáfrica tenía el 40 % de la producción industrial de todo el continente, y el 50 % de los minerales, estas condiciones le obligaban a requerir mano de obra especializada, con conocimientos técnicos complejos. La mezcla entre el poco acceso a la educación para los no negros y perdida de interés de los blancos en ciertas profesiones debido a su alto estilo de vida, llevó a un desequilibrio en la mano de obra calificada y esto repercutiría directamente en toda la economía, incluso la de la zona blanca.
La economía de Sudáfrica también sufriría por el aislamiento político generado por sus polémicas políticas raciales y nacionalistas, a pesar de ser tan industrializada no tenía clientes para vender sus bienes. Y es claro que con el apartheid el mercado interno era casi que nulo. Esto generó presiones por parte de sectores empresariales y financieros preocupados por su futuro y dispuestos a ceder en las restricciones raciales.
Un personaje importante sería el rebelde Nelson Mandela, quien promovía una campaña de desobediencia civil sin violencia, acto que lo llevó a la cárcel, fue tal su liderazgo que el gobierno lo sentencio a un estado de inhabilitación política y social.
En 1955 se dio un congreso donde el Congreso Nacional Africano y el Congreso Indio daban su proclama de Libertad, pidiendo una Sudáfrica sin discriminación racial. En 1960 las protestas sin violencia cambiarían su naturaleza debido a la represión de gobierno contra las protestas, incluso asesinando manifestantes por la espalda. En 1963 el gobierno declara estado de emergencia y arresta a 18000 manifestantes y a sus dirigentes políticos, entre ellos Nelson Mandela, condenado a cadena perpetua por traición. Esto fue sentenciado por las Naciones Unidas y aumentó el aislamiento de Sudáfrica con todo el mundo.
La década de 1070 estaría caracterizada por violencia y nuevos intentos de rebeldía por parte de los negros, incluso hubo matanzas de niños en las manifestaciones escolares en contra de las políticas educativas de carácter racista.
En la década de los 80, Sudáfrica logró superar su aislamiento económico, mediante el comercio con Brasil, Chile e Israel. Pero esto no era suficiente como para sustituir las ganancias que se podía obtener con el mercado norteamericano y europeo.
En lo que concierne a Estados Unidos e Inglaterra, no les importaba tolerar el apartheid siempre y cuando Sudáfrica siguiera luchando contra el comunismo, pero con el paso de los años era difícil mantener esa posición. Y hubo presiones para modificar el régimen racial pero sin logros mayores. Con la perestroika en funcionamiento en la URSS, se dejó de apoyar a los países de izquierda en África y Estados Unidos ya no tenía más pretextos para luchar contra el apartheid.
La caída del muro de Berlín aceleró el proceso de cambio con la llegada de un nuevo gobernante que buscaba eliminar la legislación racial que tenía más de 40 años de funcionar y la liberación del carismático Nelson Mandela. En abril de 1994, se dieron las primeras elecciones libres para toda la población de Sudáfrica por primera vez en la historia, siendo elegido presidente Mandela como líder del ANC.

### Nigeria y Boko Haram
La República federal de Nigeria está compuesta por 36 estados federados y un distrito federal. Posee una población de 181 millones de habitantes y su Capital es Abuya, aunque Lagos es la ciudad más poblada. Su superficie total es de unos 923 760 km².
Actualmente Nigeria es gobernada por Muhammadu Buhari. En los años 60 fue descubierto el petróleo en Nigeria, y esto aceleró la industrialización del país, pero este desarrollo beneficia en la mayoría de los casos a las empresas extranjeras generando una grave desigualdad social.
Nigeria es un país dividido en 2 religiones muy marcadas, el cristianismo y los musulmanes. Casi en un 50-50. De esta paridad en las creencias religiosas surge un grupo que pretende radicalizar el país hacia el Islamismo, y teniendo como objetivo la implantación de la Sharia en Nigeria, es decir la ley islámica vigente en muchos estados en África y Medio Oriente.
Este grupo de carácter fundamentalista islámico se llama Bolo Haram, fundado en el 2002 y liderado por Abudakar Shekau, su principal rango de acción se da en Nigeria pero también mantiene actividad en Camerún, Chad, Níger y Malí Su nombre se podría traducir como ´´La educación occidental es pecado´´.
Los Estados del norte de Nigeria están poblados mayoritariamente por musulmanes, y es aplicada la Sharia de forma informal, en los estados del sur, la Sharia es altamente rechazada por la mayoría cristiana, el objetivo de Boko Haram es que los 36 estados en su totalidad acepten la Sharia como la norma que rige la vida en Nigeria. El tema sobre como financia esta organización terrorista ha sido controversial ya que se ha determinado la relación de Boko Haram con organizaciones musulmanas ligadas a la beneficencia.
Tras 9 años de actividad, en el 2011 se decretó estado de emergencia en los estados del norte debido a los atentados terroristas de Boko Haram. En el año 2013 comenzaron a atacar escuelas con el objetivo de infundir mayor terror, por ejemplo, a inicios del 2014 se quemó en vida a 60 niños de una escuela cristiana.
El 14 de abril del 2014 sería una fecha trágica para Nigeria, ese día Boko Haram coloco dos aparatos explosivos en una estación de autobuses en la capital Abuya, matando a 88 personas en el ataque. Ese mismo día, los terroristas atacan una escuela en Jibik, y secuestran a 200 niñas. Días después, el líder Shekau reivindicó ambos ataques e insistió en que la educación de forma occidental debe eliminarse. Los relatos de niñas rescatadas de las manos de Boko Haram relatan las violaciones múltiples y las conversiones forzosas al islam contra amenazada de muerte por decapitación. Actualmente se desconoce el paradero de la mayoría de las niñas secuestradas en esta acción despreciable.
En el 2014, la organización se autoproclamó adherida al Estado Islámico conformado por ISIS, y denominan sus territorios como Provincia de África Occidental. Para agosto de ese año se funda su propio califato en todo el norte de Nigeria, generando el desplazamiento de miles de refugiados que huyen de la represión islámica.
A finales del 2014, Camerún anuncia una coalición internacional contra el terrorismo, junto con sus vecinos de Benín, Chad, Níger y Nigeria. Y a partir de esta decisión el conflicto se volvió más internacional generando batallas recurrentes con las fuerzas militares de países vecinos. Con estas ofensivas militares Boko Haram ha ido poco a poco perdiendo terreno y dejando las ciudades y sus víctimas en manos de la coalición internacional.
Actualmente el conflicto sigue en actividad y en el mes de octubre del presente año 2016 se liberó a 21 niñas del secuestro en Chibok, esta liberación gracias a negociaciones de la Cruz Roja con el grupo terrorista. El tema también ha sido controversial por la filtración de información que apunta a intercambio de rehenes por terroristas hechos presos por parte del gobierno. Para este noviembre se liberó una niña más, desconociéndose aún el futuro de 196 niñas secuestradas.

## Panorama del África actual
Después de la Primera Guerra Mundial (1914-1918) los movimientos independentistas africanos tomaron relevancia, pero fue tras la Segunda Guerra Mundial (1939-1945) cuando las fuerzas aliadas, deseando quitarse la carga económica de mantener grandes imperios, prometieron la independencia de sus colonias en África. Tras los procesos de independencia, el continente africano se encontró en una situación de inestabilidad política, pobreza económica y dependencia de las potencias occidentales debido a la deuda pública. Numerosas guerras civiles y conflictos nacionalistas ensombrecieron el periodo de independencia. La introducción de nuevas ideologías (marxismo y neoliberalismo), las diferencias raciales, los nacionalismos y las fronteras artificiales fueron (y son) algunos de los causantes de la inestabilidad y los problemas en África.

## Un nuevo impulso
200.000 millones de dólares es el enorme monto que totalizó el comercio entre África y China en el año 2013, más del doble de los nada despreciables 85.000 millones que Estados Unidos intercambió con el continente africano ese mismo año. Una cifra que, traducida en términos de relaciones internacionales, convierten a China en el principal socioeconómico de África.
Ser el principal socioeconómico de África en el siglo XXI puede equipararse a ser el mayor colonizador en el siglo XIX. Dejando a un lado la colonización cultural, el exterminio de pueblos y la esclavización de personas, en términos económicos supone la misma importancia: China tiene colonias en África, solo que ahora las conocemos como socios comerciales.
En la actualidad el continente africano sigue sufriendo un intenso proceso de colonización. En la dimensión económica con la llegada de enormes cantidades de dinero extranjero, en el plano energético por la extracción de recursos petrolíferos y gasísticos por parte de empresas extranjeras, y en el plano militar por la presencia de tropas procedentes de países no africanos.
Aunque el proceso de colonización en el siglo XXI es mucho más complejo, vamos a repasar brevemente el funcionamiento de tres
Colonizadores que usan métodos diferentes: China, Francia y Reino Unido.
El gigante asiático es conocido por tener en África un interés especial. En el caso de Francia, la colonización militar se excusa por la “obligación moral” de proteger la llamada Francáfrica. Y finalmente, Reino Unido tiene un estilo mucho menos discreto, como veremos más adelante.

### China
El país más poderoso del mundo se dirigió a África. Constatación de que el continente africano es una prioridad en la agenda del Gobierno chino en su estrategia de desarrollo.
La inversión directa china se ha multiplicado por treinta en una década y alcanzó los 25.000 millones de dólares en 2014, creando unos 100.000 puestos de trabajo. Hoy en día más de 2500 empresas chinas hacen negocios en África, especialmente en sectores como las finanzas, las telecomunicaciones, la energía, las manufacturas y la agricultura. Las compañías chinas habían firmado finales de 2013 contratos por valor de 400.000 millones de dólares, construido más de 2200 kilómetros de ferrocarriles y 3500 de autopistas. Más de una decena de proyectos hidroeléctricos han sido financiados por China en África. Obviamente China no está construyendo presas generadoras de electricidad, carreteras, puertos, pabellones deportivos y palacios de congresos porque le importe la situación de los ciudadanos de África. La cuestión es, ¿qué está recibiendo China a cambio de ese desembolso de dinero?

### Francia
En los últimos cincuenta años Francia ha intervenido militarmente en suelo africano en 44 ocasiones. Hasta la década de los noventa, lo hizo de manera unilateral, sin preguntar a nadie. Hoy son más precavidos y cuando actúan lo hacen bajo el mandato de algún organismo internacional. El aval no cambia el fondo: el ejército francés ha ocupado África.
Si bien es cierto que la labor del Ejército francés es importante para frenar el avance de los yihadistas, hay voces que dudan de la buena voluntad del Gobierno de Francia. A las sospechas de intereses ocultos se unen noticias que empeoran la imagen de las tropas francesas en el continente. Un informe de la ONU acusó a soldados franceses de violar a niños en la República Centroafricana. Al parecer chantajeaban a los menores prometiéndoles comida. Más allá de casos puntuales que pueden hacer dudar de la intervención militar de Francia en África, debemos preguntarnos, ¿qué están protegiendo todos esos soldados franceses en tierras extranjeras?

### Reino Unido
```
Sin ningún tipo de excusa como las que se pueden intuir en los casos anteriormente citados de China y Francia, que pueden defender su implantación territorial en países extranjeros con argumentos por el desarrollo y la seguridad de los pueblos africanos, el Reino Unido mantiene una posición muy directa y clara: está en África para extraer sus recursos, principalmente energéticos.
```

El país que vio nacer el liberalismo económico pone en práctica su marco teórico a la perfección: la empresa privada tiene vía libre para actuar. Y lo hace. Fruto del gran control territorial que a comienzos del siglo XX el Imperio Británico tenía en el continente africano.
Un tesoro que 200 años de historia han probado negativo para África. Un tesoro maldito, al que los africanos no pueden mirar ni tocar. Los africanos son ricos, disfrutan de una tierra rica. Pero se la han quitado de sus manos.